# Бересклет сахалинский
Берескле́т сахали́нский (лат. Euónymus sachalínensis) — листопадный кустарник, вид рода Бересклет (Euonymus) семейства Бересклетовые (Celastraceae).

## Ботаническое описание

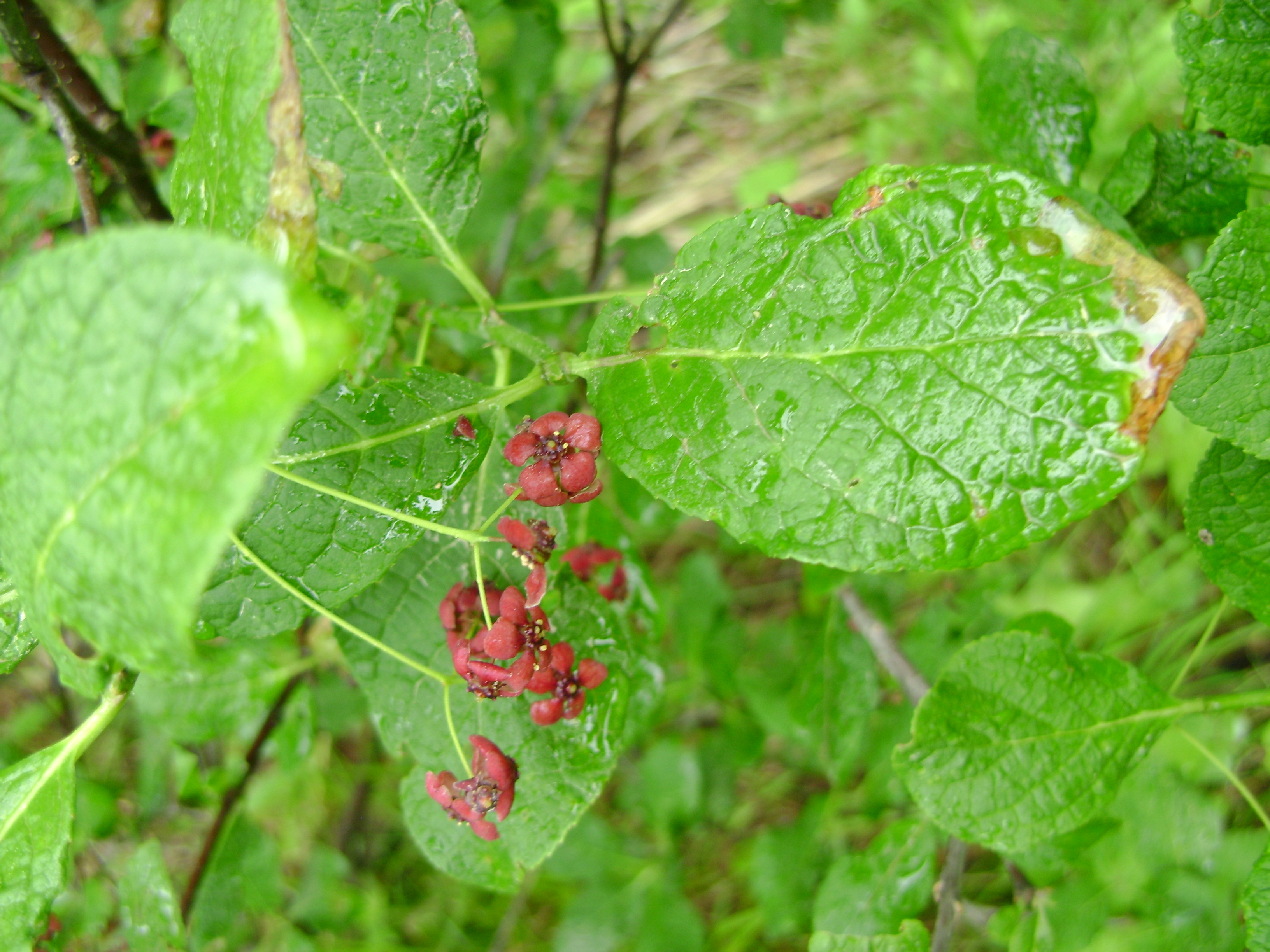
Цветки бересклета сахалинского

Бересклет сахалинский — кустарник до 2 м высотой, густо ветвящийся с укореняющимися зелёными или буроватыми побегами.

### Листья
Листовые пластинки 3—11 см длиной и 2—8 см шириной, почти кожистые, блестящие, от эллиптических, до почти округлых, острые или тупые, по краю городчато-пильчатые. Черешок 5—12 мм длиной.

### Цветки
Цветение в июне-июле.
Соцветия 3—4-лучевые с 5—15 цветками (редко меньше, до 3).
Цветки 5, редко четырёхчленные, около 1 см в диаметре. Лепестки обратнояйцевидные.

### Плоды
Плод — коробочка 10—15 мм в диаметре, тёмно-розовая, неравномерно окрашенная, крылья до 7 мм длиной, отклонённые к её основанию.

## Распространение и экология
Произрастает на опушках и полянах преимущественно темнохвойных лесов и в подлеске каменноберезняков, перемежаясь с участками бамбучников, иногда на вырубках и гарях, до 700 м над уровнем моря.
Общее распространение: российский Дальний Восток, Японо-Китайский район.
Описан на Дальнем Востоке (на Сахалине).

## Хозяйственное значение
Может применяться как декоративное растение в садоводстве.
Ядовитое растение.

## Классификация

### Таксономия
Euonymus sachalinensis (F.Schmidt) Maxim., 1882, Bull. Acad. Imp. Sci. Saint-Pétersbourg, sér. 3, 27: 446
Вид Бересклет сахалинский относится к роду Бересклет (Euonymus) семейства Бересклетовые (Celastraceae) порядка Бересклетоцветные (Celastrales). Кладограмма в соответствии с Системой APG IV по состоянию на декабрь 2023 года:
|  |                                      |  |                                   |                                   |                         |  | ещё 1 семейство | ещё 1 семейство |                       |  |  |  | еще 143 подтвержденных вида и 26 видов, ожидающих подтверждения |
|  |                                      |  |                                   |                                   |                         |  | ещё 1 семейство | ещё 1 семейство |                       |  |  |  | еще 143 подтвержденных вида и 26 видов, ожидающих подтверждения |
|  |                                      |  |                                   | порядок Бересклетоцветные         |                         |  |                 |                 | род Бересклет         |  |  |  |                                                                 |
|  |                                      |  |                                   | порядок Бересклетоцветные         |                         |  |                 |                 | род Бересклет         |  |  |  |                                                                 |
|  | отдел Цветковые, или Покрытосеменные |  |                                   |                                   | семейство Бересклетовые |  |                 |                 | Бересклет сахалинский |  |  |  |                                                                 |
|  | отдел Цветковые, или Покрытосеменные |  |                                   |                                   | семейство Бересклетовые |  |                 |                 |                       |  |  |  |                                                                 |
|  |                                      |  | ещё 63 порядка цветковых растений | ещё 63 порядка цветковых растений |                         |  |                 | еще 98 родов    | еще 98 родов          |  |  |  |                                                                 |
|  |                                      |  |                                   | ещё 63 порядка цветковых растений |                         |  |                 |                 | еще 98 родов          |  |  |  |                                                                 |

### Синонимы
- Euonymus latifolius var. planipes Koehne
- Euonymus latifolius var. sachalinensis F.Schmidt
- Euonymus macropterus var. miniatus (Tolm.) Vorosch.
- Euonymus maximowiczianus (Prokh.) Vorosch.
- Euonymus miniatus Tolm.
- Euonymus oxyphyllus var. kuenbuergia Honda
- Euonymus planipes (Koehne) Koehne — Бересклет плоскочерешковый
- Euonymus planipes subsp. maximowiczianus (Prokh.) Nedol.
- Euonymus robustus Nakai
- Euonymus sachalinensis var. tricarpus (Koidz.) Kudô
- Euonymus tricarpus Koidz.
- Kalonymus maximowiczianus Prokh.
- Kalonymus miniata (Tolm.) Prokh.
- Kalonymus sachalinensis (F.Schmidt) Prokh.
- Turibana planipes (Koehne) Nakai
- Turibana sachalinensis (F.Schmidt) Nakai
- Turibana tricarpa (Koidz.) Nakai